# Franz Laubler

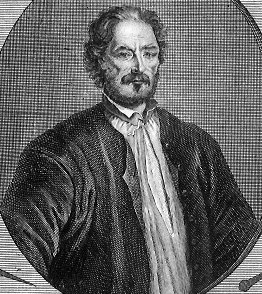
Franz Laubler, zeitgenössischer Stich

Franz Laubler (* 1684 in Oberhausen bei Augsburg; † 18. Juli 1726 in Dresden) war ein gelernter Fleischer und späterer Söldner, der 1726 in Dresden den Archidiakon der Kreuzkirche Hermann Joachim Hahn ermordete. Seine Persönlichkeit wurde nach der Tat Gegenstand interessegeleiteter Selbst- und Fremddarstellung und ist nur schwer rekonstruierbar.

## Vorleben und Attentat

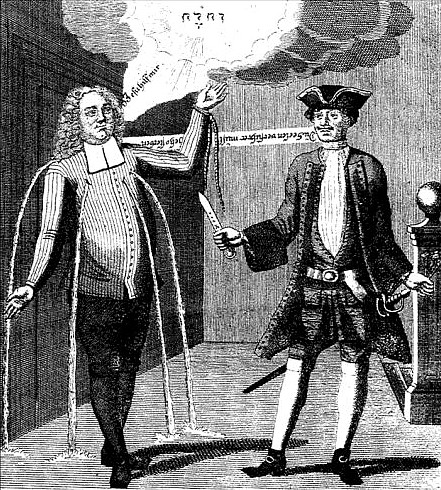
Zeitgenössische Darstellung der Ermordung Hahns durch Laubler. Dieser sagt (Spruchband, kopfstehend): „Du Seelenverführer musst jetzo sterben“. Hahn ruft: „Jesu, hilf mir“. In der Sonne am oberen Bildrand steht das Tetragramm.

Laubler führte ein unstetes Leben mit wechselnden Beschäftigungen u. a. in Italien. 1720 befand er sich in Wien, wo er, laut Selbstdarstellung nach der Tat, durch den Erzbischof von Valencia die Kommunion empfing; die Hostie sei danach dauerhaft in seiner Kehle stecken geblieben. Ab 1722 hielt er sich in Dresden auf. Von Herkunft und Erziehung Katholik, wurde er, durch Vermittlung seines späteren Opfers, des lutherischen Predigers Hahn, reitender Trabant in der kurfürstlichen Leibwache. Hahn unterrichtete ihn im Glauben und nahm ihn in die lutherische Kirche auf. Laubler kam jedoch mit der religiösen Frage nicht zur Ruhe und näherte sich, nach seiner selbstgewünschten Entlassung aus dem Militärdienst, in der seit der Konversion Augusts des Starken konfessionell gespaltenen Stadt wieder dem Katholizismus an. Wie groß dabei der Einfluss der Jesuiten unter Führung Franz Sebastian Nonhardts war, ob sein labiler Geist bewusst fanatisiert wurde, ob er formell wieder in die katholische Kirche aufgenommen wurde, das alles wurde nach der Tat Gegenstand leidenschaftlicher Auseinandersetzungen.
Am Dienstag, dem 21. Mai 1726, betrat er um 13.00 Uhr das Pfarrhaus Hahns und bat um ein Gespräch. Als Hahn sich dazu einfand, versuchte er ihn mit einem Strick zu fesseln und zu würgen, was wegen Hahns Gegenwehr nicht gelang, und fügte ihm darauf mit einem langen Messer fünf tödliche Stiche in Brust und Rücken zu. Er schleifte den Sterbenden zur Treppe, was weitere Verletzungen zur Folge hatte. Angeblich wurden am Tatort später drei große Nägel gefunden, mit denen Laubler sein Opfer habe kreuzigen wollen. Dem herbeieilenden Hausmädchen und der Familie entkam er zunächst. Er lief zum Schloss, wo er seinen Mitgardisten die Tat erzählte und von ihnen festgenommen wurde.
Der Predigermord hatte tagelange Unruhen mit Gewalttätigkeiten gegen katholische Personen und Symbole zur Folge.
Laubler wurde am 18. Juli öffentlich hingerichtet. Er wurde auf dem Altmarkt vor dem Rathaus „von oben herab“ gerädert und vor dem Schwarzen Tor aufs Rad geflochten.

## Roman
In Ina Seidels Roman Lennacker (1938) ist die Ermordung Hermann Joachim Hahns im Kapitel Die siebente Nacht der Höhepunkt der Handlung. Im Verlauf tritt Franz Laubler mehrfach auf und wird eindrücklich porträtiert.